# Vehicle-to-grid

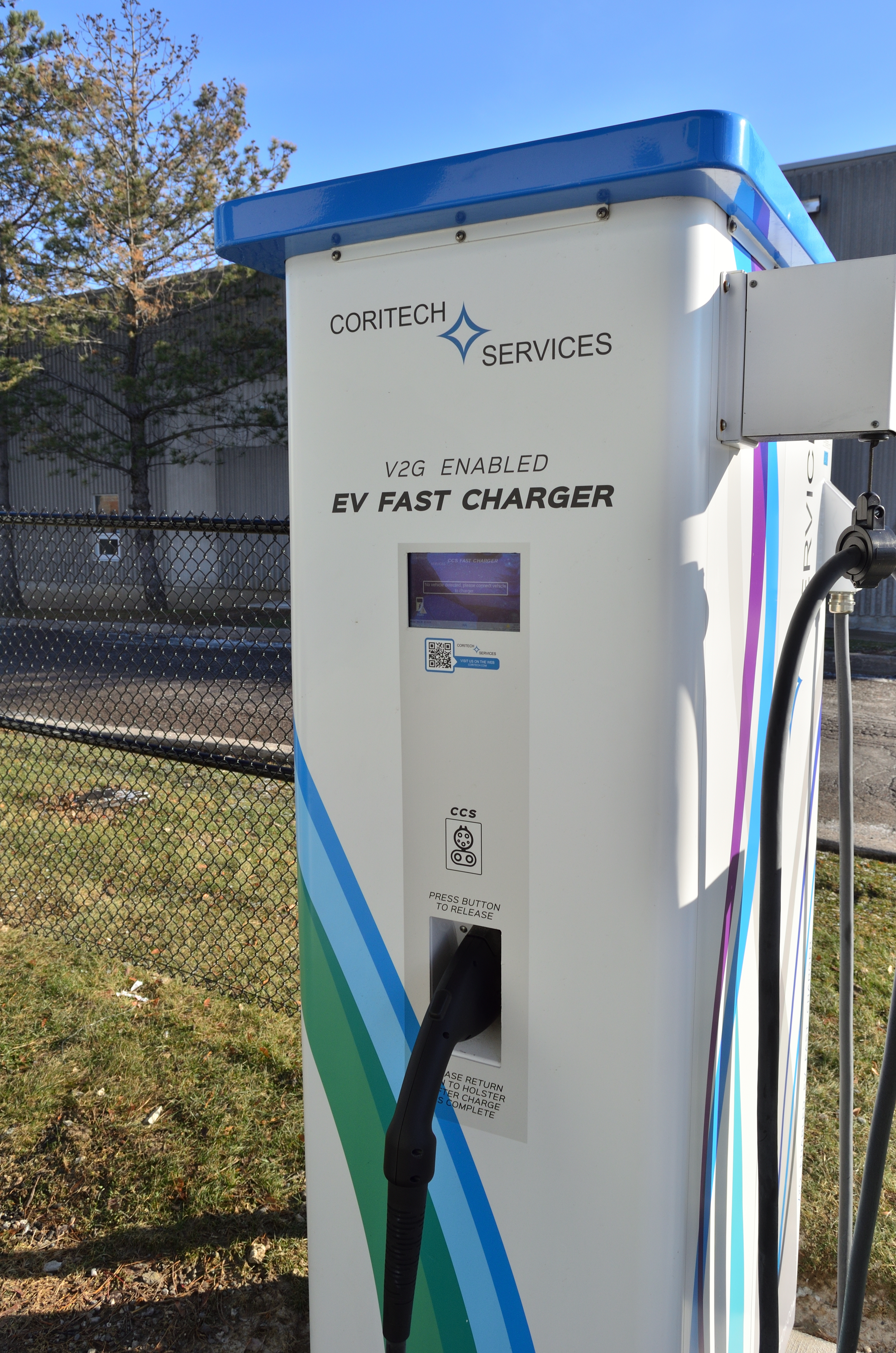

Vehicle-to-grid (V2G), traduït de l'anglès com "vehicle a la xarxa", descriu un sistema en el qual l'energia pot ser venuda a la xarxa elèctrica pel conductor d'un vehicle tot-elèctric o híbrid endollable, quan aquest és connectat a la xarxa als moments que no s'usi per al transport. Alternativament, quan les bateries del cotxe necessitin ser recarregades, el flux s'invertirà i l'electricitat fluirà de la xarxa al vehicle.
El V2G pot ser usat amb vehicles elèctrics (BEV) o híbrids que disposin d'endoll. La major part dels vehicles romanen aparcats un 95% del temps, les seves bateries podrien ser usades deixant que l'electricitat fora del cotxe a les línies de conducció elèctrica i a l'inrevés.

## Existeixen tres versions del V2G
- Un vehicle de combustió (híbrid o propulsat només per combustible), el qual genera energia del combustible emmagatzemat, usant el seu generador per produir l'energia quan hi ha una necessitat molt gran d'electricitat.
- Un vehicle amb bateria o híbrid que usa el seu excés d'energia donant-li-ho a la xarxa als moments de màxima necessitat. Aquests vehicles poden ser recarregats durant hores de menys necessitat en tarifes més barates, ajudant a absorbir la generació d'energia durant la nit.
- Un vehicle solar que usa el seu excés d'energia per donar-la-hi a la xarxa. Aquí el vehicle, és una petita central elèctrica d'energies renovables. Tals sistemes han estat usats des dels anys 1990 i rutinàriament són usats en el cas de vehicles grans, com a coets.

## Projectes
Un projecte important sobre el sistema V2G s'està portant als Estats Units a la Universitat de Delaware. L'equip d'investigadors inclou al professor Willett Kempton, un pioner de la tecnologia V2G, col·laborant també amb l'empresa californiana AC Propulsion, creadora del terme V2G, per millorar tant els sistemes de càrrega com els automòbils i els seus sistemes de magatzematge.
L'illa danesa de Bornholm, amb 40.000 habitants, a través d'un projecte europeu, denominat EDISON (Electric Vehicles in a Distributed and Integrated Market using Sustainable Energy and Open Networks), va a servir de banc de proves. Pretenen utilitzar les bateries dels vehicles de l'illa (en un futur volen que tots els cotxes siguin elèctrics) per aprofitar millor l'energia eòlica. Els responsables del projecte estimen que en l'actualitat el 20% de l'energia de Bornholm procedeix del vent. Amb aquest sistema de V2G, creuen que l'aprofitament eòlic podria arribar fins al 50%.
També algunes companyies elèctriques estan estudiant projectes de V2G. La Pacific Gas and Electric Company (PG&I), amb seu en San Francisco (EUA) utilitza diversos Toyota Prius de la seva propietat en un sistema V2G al campus de Google, en Mountain View, Califòrnia. Per la seva banda, Xcel Energy, amb seu a Minneapolis (EUA), experimenta amb sis Ford Escape híbrids.
El consorci Grid for Vehicle (G4V), amb el suport de EURELECTRIC, ha organitzat una Conferència a Brussel·les pra presentar el resultat final del seu projecte d'investigació d'àmbit europeu.